# 쿵푸 요가
쿵푸 요가(功夫瑜伽, Kung-Fu Yoga)는 인도에서 제작된 당계례 감독의 2017년 액션, 모험, 코미디, 미스터리 영화이다. 성룡 등이 주연으로 출연하였다.
이 영화는 2017년 1월 28일 중국에서 개봉하였다.
성룡이 중국에서 가장 많은 수익을 얻은 영화이다.

## 출연

### 주연
- 성룡

### 조연
- 증지위
- 리즈팅
- 레이
- 아미라 다스투르
- 소누 수드

## 제작진
- 특수효과팀: 이정민
- 시각효과: 김종규
- 입체영상감독: 김재호
- 시각효과부문: 홍호영
- 시각효과부문: 박성호